# Émile Bravet
Émile Bravet, né le 15 novembre 1873 à Ceyzériat et mort le 21 janvier 1942 à Ambérieu-en-Bugey, dans l'Ain, est un notaire et homme politique français.

## Biographie
Lui-même fils de notaire, il s'établit à Ambérieu-en-Bugey et y entre en politique en devenant successivement conseiller général puis maire de la commune sous l'étiquette du Parti républicain-socialiste.
Membre de la Libre Pensée et de la loge maçonnique d'Ambérieu (Fraternité bugeysienne, Grand Orient de France), il s'investit dans la lutte pour la laïcité et les valeurs républicaines.
En 1928, il se présente aux élections législatives et est élu à l'issue du second tour. Parlementaire actif, il sera réélu en 1932. Il est notamment à l'origine d'une loi tendant à rendre obligatoire, pendant la saison froide, le port de sous-vêtements dans les établissements scolaires publics ainsi que les écoles libres.
Battu dès le premier tour de scrutin lors du renouvellement de 1936, il se désiste en faveur du candidat socialiste SFIO (Aymé Quinson, son Frère de la Loge d'Ambérieu).
Il est relevé de ses fonctions de maire en 1942 sous le régime de Vichy, en partie à cause de son appartenance maçonnique, et remplacé par son adjoint Théo Tiller.
Il décède la même année dans la commune dont il fut maire.